# Noni Kooiman
Noni Kooiman (Amsterdam, 1993) is een schrijfster van kookboeken en (deeltijd-)kok.
Ze is dochter van een Surinaamse man, die in Amsterdam kwam studeren en een Twentse moeder. Na de geboorte van de dochter verhuisde het gezin naar Suriname en woonde er enkele jaren. Omstreeks 1999 kwam ze met haar moeder, die te veel last had van heimwee, terug naar Amsterdam. Vader kwam later, maar kon weer niet wennen in Nederland.
Kooiman groeide op in de Czaar Peterbuurt, Amsterdam-Oost. Ze doorliep haar middelbare school aan de HAVO een het Geert Groote College (2005-2011). Aansluitend ging ze op tussenjaar, waarbij ze tevens werkte in een van de Parijs eetgelegenheden. Later volgden bijvoorbeeld Café Schiller, Café-Restaurant De Plantage en andere eetgelegenheden in en rond Amsterdam.
In 2020 bracht ze samen met Jonah Freud haar eerste kookboek uit getiteld Inmaken. Daarna volgden meerdere kookboeken, al dan niet geschreven met Freud.
Ze presenteerde in 2024 het televisieprogramma Paramaribo pepers. Het was een zesdelig kookprogramma, waarbij ze samen met gasten typische Surinaamse (en mede daardoor Indische) gerechten kookte en besprak, begeleid door de persoonlijke geschiedenis van haar gast. Zo kwam onder meer de aanleg van het Brokopondomeer aan bod, een zegen (betere werkgelegenheid) en vloek (gedwongen volksverhuizing) voor de plaatselijk bevolking.
Ze had een of meerdere avonden zitting in de VPRO-theatershow Een avond om op te eten. Ze was in dat jaar ook deelnemer aan De slimste mens.